# Gambische Volleyballnationalmannschaft der Männer
Die gambische Volleyballnationalmannschaft der Männer ist die Auswahl gambischer Volleyballspieler, welche die Gambia Volleyball Association (GVBA) auf internationaler Ebene, beispielsweise in Freundschaftsspielen gegen die Auswahlmannschaften anderer nationaler Verbände, aber auch bei internationalen Wettbewerben repräsentiert. 1972 trat der nationale Verband dem Weltverband Fédération Internationale de Volleyball (FIVB) bei. Im Oktober 2021 wurde die Mannschaft auf dem 20. Platz der kontinentalen Rangliste geführt.

## Internationale Wettbewerbe

### Gambia bei Weltmeisterschaften
Die Mannschaft konnte sich bisher nicht für eine Weltmeisterschaft qualifizieren.

### Gambia bei Olympischen Spielen
Bisher gelang es der Mannschaft nicht, sich für die olympischen Wettbewerbe zu qualifizieren.

### Gambia bei Afrikameisterschaften
Die Mannschaft kann bisher keine Teilnahmen an der Afrikameisterschaft vorweisen.

### Gambia bei den Afrikaspielen
Gambias Volleyballnationalmannschaft der Männer nahm bisher nicht an den Wettbewerben der Afrikaspiele teil. Im Jahr 2015 trat die Mannschaft nicht an und wurde daraufhin disqualifiziert.

### Gambia beim World Cup
Gambia kann bisher keine Teilnahme am World Cup – dem Qualifikationsturnier für die Olympischen Spiele – vorweisen.

### Gambia in der Weltliga
Die Weltliga fand bisher ohne gambische Beteiligung statt.